# دار الهوا (مسلسل)
دار الهوا، مسلسل الكويت عرض في شهر رمضان بعام 2008.

## فريق الممثلين وشخصياتهم
| الممثل           |
| ---------------- |
| علي جمعة         |
| بدرية أحمد       |
| إبراهيم الزدجالي |
| أحمد مساعد       |
| منى عبد المجيد   |
| فاطمة العبد الله |
| غالية الكاشف     |
| صمود             |
| سعود الشويعي     |
| شذى سبت          |
| مشاعل الزنكوي    |
| محمد الشطي       |
| بدر الشرقاوي     |